# Lecane myersi
Lecane myersi är en hjuldjursart som beskrevs av Segers 1993. Lecane myersi ingår i släktet Lecane och familjen Lecanidae. Inga underarter finns listade i Catalogue of Life.